# Малюк, Николай Мефодьевич
Николай Мефодьевич Малюк (22 мая 1928 — 26 октября 2007) — передовик советского сельского хозяйства, бригадир колхоза имени Ленина Ярмолинецкого района Хмельницкой области, Герой Социалистического Труда (1966).

## Биография
Родился в 1928 году в селе Слободка-Глушковецкая, ныне Ярмолинецкого района Хмельницкой области, в украинской крестьянской семье.
В годы Великой Отечественной войны находился на оккупированной территории. 
В 1944 году, после освобождения, приступил к работе в местном колхозе. В 1946 году его труд был отмечен медалью За трудовую доблесть. Был назначен бригадиром колхоза имени Ленина.
В 1963 году его бригада достигла высоких показателей в производстве. На площади 25 гектаров было собрано 45 центнеров кукурузы в среднем с одного гектара. 
Указом Президиума Верховного Совета СССР от 23 июня 1966 года за достижение высоких показателей в производстве продукции сельского хозяйства Николаю Мефодьевичу Малюку было присвоено звание Героя Социалистического Труда с вручением ордена Ленина и медали «Серп и Молот».
Дальше продолжал работать бригадиром до 1970 года, когда был назначен на должность заведующей птицефермой. 
Был участником выставки достижений народного хозяйства, вручена золотая медаль.   
После ухода на заслуженный отдых проживал в селе Глушковцы.
Умер 26 октября 2007 года.

## Награды
За трудовые успехи был удостоен:
- золотая звезда «Серп и Молот» (23.06.1966)
- орден Ленина (23.06.1966)
- Орден Октябрьской Революции (06.09.1973)
- Медаль «За трудовую доблесть» (1946)
- другие медали.